# Grootegast
Grootegast (en groninguès, Grodegast, en frisó, Gruttegast) és un municipi de la província de Groningen, al nord dels Països Baixos. L'1 de gener del 2009 tenia 12.158 habitants repartits sobre una superfície de 87,78 km² (dels quals 0,9 km² corresponen a aigua).

## Nuclis de població
Doezum, Enumatil, Faan, Grootegast, Kornhorn, Lutjegast, Niekerk, Oldekerk, Opende i Sebaldeburen. En alguns d'ells encara s'hi parla frisó.

## Curiositats
Entre 1960 i 1996 hi hagué una fàbrica de joguines Lego.

## Administració
El consistori actual, després de les eleccions municipals de 2007, és dirigit pel conservador Kor Dijkstra. El consistori consta de 15 membres, compost per:
- Partit del Treball, (PvdA) 3 escons
- Crida Demòcrata Cristiana, (CDA) 3 escons
- VZ2 000, 3 escons
- ChristenUnie, (VVD) 3 escons
- Partit Popular per la Llibertat i la Democràcia, (VVD) 1 escó